# Hamburg Masters 2000
Hamburg Masters 2000 — тенісний турнір, що проходив на ґрунтових кортах у місті Гамбург, Німеччина з 15 травня . Належав до категорії Tennis Masters Series, був турніром серії Hamburg European Open 2000 року.

## Фінальна частина

### Одиночний розряд
Густаво Куертен —  Марат Сафін 6–4, 5–7, 6–4, 5–7, 7–6(7–3)

### Парний розряд
Тодд Вудбрідж /  Марк Вудфорд —  Вейн Артурс /  Сендон Столл 6–7(4–7), 6–4, 6–3